# Єнбекшинський сільський округ (Железинський район)
Єнбекши́нський сільський округ (каз. Еңбекші ауылдық округі, рос. Енбекшинский сельский округ) — адміністративна одиниця у складі Железинського району Павлодарської області Казахстану. Адміністративний центр — село Єнбекші.
Населення — 735 осіб (2021; 1124 у 2009, 1854 у 1999, 3191 у 1989).
Станом на 1989 рік існували Валіхановська сільська рада (село Валіханово) та Єнбекшильдерська сільська рада (села Антоновка, Обозне, Стояновка, Тельманово). Село Тельманово було ліквідовано 2006 року. 2013 року до складу округу була приєднана територія ліквідованого Валіхановського сільського округу. 2018 року було ліквідовано село Обозне.

## Склад
До складу округу входять такі населені пункти:
| Населений пункт  | Старі назви | Населення, осіб (1989) | Населення, осіб (1999) | Населення, осіб (2009) | Населення, осіб (2021) |
| ---------------- | ----------- | ---------------------- | ---------------------- | ---------------------- | ---------------------- |
| Валіханово, село | -           | 1148                   | 848                    | 602                    | 454                    |
| Єнбекші, село    | Антоновка   | 1017                   | 751                    | 471                    | 281                    |
| Обозне, село     | -           | 237                    | 81                     | 51                     | -                      |
| Стояновка, село  | -           | 392                    | -                      | -                      | -                      |
| Тельманово, село | -           | 397                    | 174                    | -                      | -                      |